# Atom String Quartet

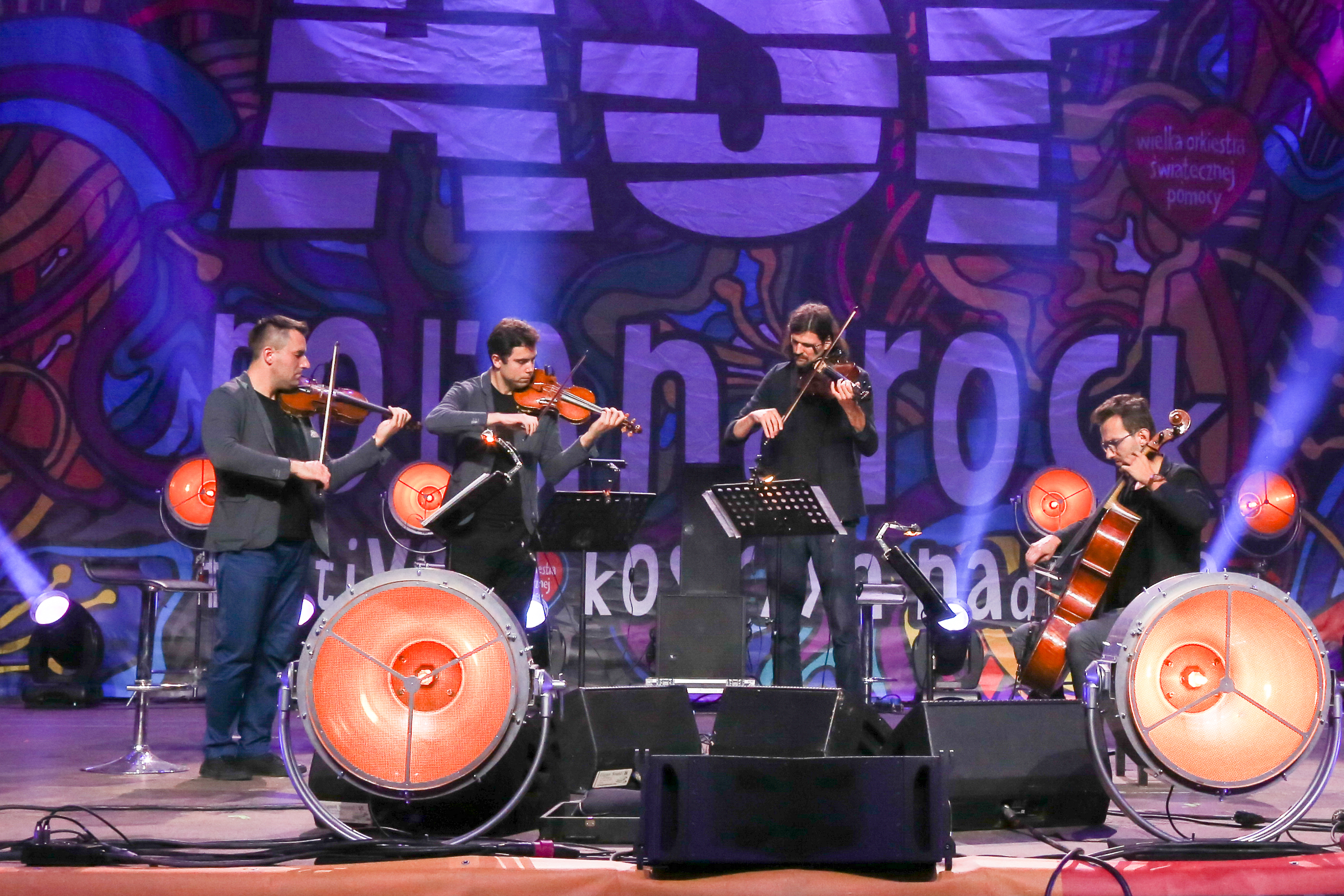
Atom String Quartet na Pol’and’Rock Festival 2019

Atom String Quartet – polski kwartet smyczkowy grający muzykę improwizowaną. Wykonuje głównie własne kompozycje, inspirowane m.in. polską muzyką ludową, muzyką współczesną i jazzem.
Zespół założony w 2009 roku w Warszawie przez Dawida Lubowicza, Mateusza Smoczyńskiego, Michała Zaborskiego oraz Krzysztofa Lenczowskiego. W czerwcu 2011 ukazała się płyta Fade In, która została nagrodzona Fryderykiem w kategorii „Jazzowy Fonograficzny Debiut Roku”. W roku 2012 nakładem wytwórni Kayax pojawił się kolejny album – Places, za który zespół otrzymał kolejnego Fryderyka.
Zespół z koncertował na najważniejszych europejskich festiwalach jazzowych: Berliner Jazztage, Hildener Jazztage, Zbigniew Seifert in Memoriam, Festival Veranos de la Villa Madrid, Jazz Jamboree, Bielska Zadymka Jazzowa, Ethno Jazz Festival, Azoty Tarnow International Jazz Contest Festival.
Kwartet miał okazję współpracować z takimi artystkami jak: Dorota Miśkiewicz, Urszula Dudziak, Kayah, Aga Zaryan, Agnieszka Hekiert, Anna Maria Jopek, i artystami Jerzy Maksymiuk, Janusz Olejniczak, Władysław Sendecki, Krzesimir Dębski, Wojciech Staroniewicz, Adam Sztaba, Grzech Piotrowski, Krzysztof Herdzin, Marcin Nowakowski, Józef Skrzek, a także zespołami: World Orchestra Grzecha Piotrowskiego, Sinfonia Viva oraz Zakopower i Motion Trio.

## Dyskografia

### Albumy imienne
| Tytuł                | Dane dot. albumu |
| -------------------- | --- |
| Fade In              | - Data: 1 czerwca 2011 - Wydawca: Polskie Radio Katowice / Kayax                                                                                              |
| Places               | - Data: 23 kwietnia 2012 - Wydawca: Kayax |
| AtomSphere           | - Data: 25 września 2015 - Wydawca: Kayax |
| Seifert              | - Data: 27 maja 2017 - Wydawca: Fundacja im. Zbigniewa Seiferta                                                                                               |
| Penderecki           | - Data: 13 września 2019 - Wydawca: Filharmonia im. Mieczysława Karłowicza w Szczecinie                                                                       |
| Karłowicz Recomposed | - Data: 30 kwietnia 2021 - Wykonawcy: Atom String Quartet i Szczecin Philharmonic Wind Quartet - Wydawca: Filharmonia im. Mieczysława Karłowicza w Szczecinie |
| Essence              | - Data: 25 lutego 2022 - Wydawca: Requiem Records |

### Albumy kolaboracyjne
| Tytuł                                                                    | Dane dot. albumu                                                                                    |
| ------------------------------------------------------------------------ | --------------------------------------------------------------------------------------------------- |
| Jazz at Berlin Philharmonic III (Leszek Możdżer & Friends)               | - Data: 27 marca 2015 - Wydawca: ACT Music + Vision GmbH & Ko KG                                    |
| The Fifth Element (+ Cezariusz Gadzina)                                  | - Data: 29 października 2015 - Wydawca: TAK Records                                                 |
| Atom Accordion Quintet (+ Rafał Grząka)                                  | - Data: 4 marca 2016 - Wydawca: Dux / Requiem Records                                               |
| Behind the Strings (+ Tomasz Wendt Trio)                                 | - Data: 28 listopada 2016 - Wydawca: SJ Records                                                     |
| Made in Poland (+ NFM Leopoldinum Chamber Orchestra, Christian Danowicz) | - Data: 30 marca 2017 - Wydawca: Dux                                                                |
| Zakopower & Atom String Quartet (+ Zakopower)                            | - Data: 28 kwietnia 2017 - Wydawca: Kayax                                                           |
| Supernova (+ NFM Orkiestra Leopoldinum, Christian Danowicz)              | - Data: 26 października 2018 - Wydawca: Narodowe Forum Muzyki im. Witolda Lutosławskiego, CD Accord |
| Le jardin oublié / My Polish Heart (+ Vladyslav Sendecki)                | - Data: 16 listopada 2018 - Wydawca: Neuklang                                                       |

## Nagrody i wyróżnienia
| Rok  | Kategoria                         | Tytułem             | Nagroda                                              | Nota      | Źródło |
| ---- | --------------------------------- | ------------------- | ---------------------------------------------------- | --------- | ------ |
| 2010 | Nowa Nadzieja – Grand Prix        | Atom String Quartet | Stowarzyszenie „Melomani”                            | Laur      | [ 3 ]  |
| 2011 | Młoda Polska                      | Atom String Quartet | Stypendium Ministra Kultury i Dziedzictwa Narodowego | Laur      | [ 3 ]  |
| 2012 | Jazzowy album roku                | Fade In             | Fryderyki 2012                                       | Nominacja | [ 4 ]  |
| 2012 | Jazzowy fonograficzny debiut roku | Atom String Quartet | Fryderyki 2012                                       | Laur      | [ 4 ]  |
| 2012 | n.d.                              | Atom String Quartet | Złote Gęśle – Nowa Tradycja                          | Laur      | [ 5 ]  |
| 2013 | Album roku – muzyka jazzowa       | Places              | Fryderyki 2013                                       | Laur      | [ 6 ]  |
| 2013 | Artysta roku                      | Atom String Quartet | Fryderyki 2013                                       | Nominacja | [ 6 ]  |
| 2015 | Muzyka jazzowa – wydarzenie       | Atom String Quartet | Nagroda Muzyczna Programu Trzeciego – „Mateusz”      | Laur      | [ 7 ]  |
| 2016 | Album roku – muzyka jazzowa       | AtomSPHERE          | Fryderyki 2016                                       | Nominacja | [ 8 ]  |
| 2016 | Artysta roku                      | Atom String Quartet | Fryderyki 2016                                       | Nominacja | [ 8 ]  |
| 2016 | Artysta Roku 2015                 | Atom String Quartet | Grand Prix Jazz Melomani 2015                        | Laur      | [ 9 ]  |
| 2019 | Album roku – muzyka współczesna   | Supernova           | Fryderyki 2019                                       | Laur      | [ 10 ] |